# Navalmoral de la Mata
Navalmoral de la Mata ist eine westspanische Stadt mit 17.028 Einwohnern (Stand: 2024) in der Provinz Cáceres in der Autonomen Gemeinschaft Extremadura.

## Lage und Klima
Navalmoral de la Mata liegt in einem ehemals malariaverseuchten Gebiet im Norden der Extremadura in einer Höhe von ca. 291 m. Die Provinzhauptstadt Cáceres liegt ca. 120 km südwestlich. Die nächstgelegenen größeren Städte sind Plasencia (65 km westlich) und Talavera de la Reina (65 km östlich). Der Tajo passiert Navalmoral de la Mata einige Kilometer südlich, der Nationalpark Monfragüe liegt südwestlich. Das Klima ist meist trocken und warm.

## Geschichte
Navalmoral de la Mata wurde gegen Ende des 14. Jahrhunderts gegründet und im 17. Jahrhundert zur Stadt erhoben. Im Jahr 1881 erhielt die Stadt Anschluss an das spanische Eisenbahnnetz.

## Bevölkerungsentwicklung
| Jahr      | 1857 | 1900  | 1950  | 2000   | 2021   |
| Einwohner | 931  | 4.504 | 7.273 | 14.838 | 17.010 |

Der deutliche Bevölkerungszuwachs seit den 1950er Jahren ist im Wesentlichen auf die Zuwanderung von Menschen aus den Dörfern der Umgebung zurückzuführen.

## Wirtschaft
Die in der Umgebung betriebene Landwirtschaft (Spargel, Obst etc.) hat der Stadt mehrere Weiterverarbeitungsbetriebe beschert. Der Bau des Kernkraftwerks Almaraz südwestlich von Navalmoral de la Mata ab 1972 sorgte für einen wirtschaftlichen und demographischen Aufschwung in der Stadt. Ein Unternehmen unter chinesischer Leitung plant den Bau einer umweltfreundlichen Gigafactory.

## Verkehr
Navalmoral de la Mata liegt an der Autovía A-5 (Autovía del Suroeste) von Madrid nach Badajoz. Bei Navalmoral zweigt die EX-A1 nach Plasencia von der A-5 ab.

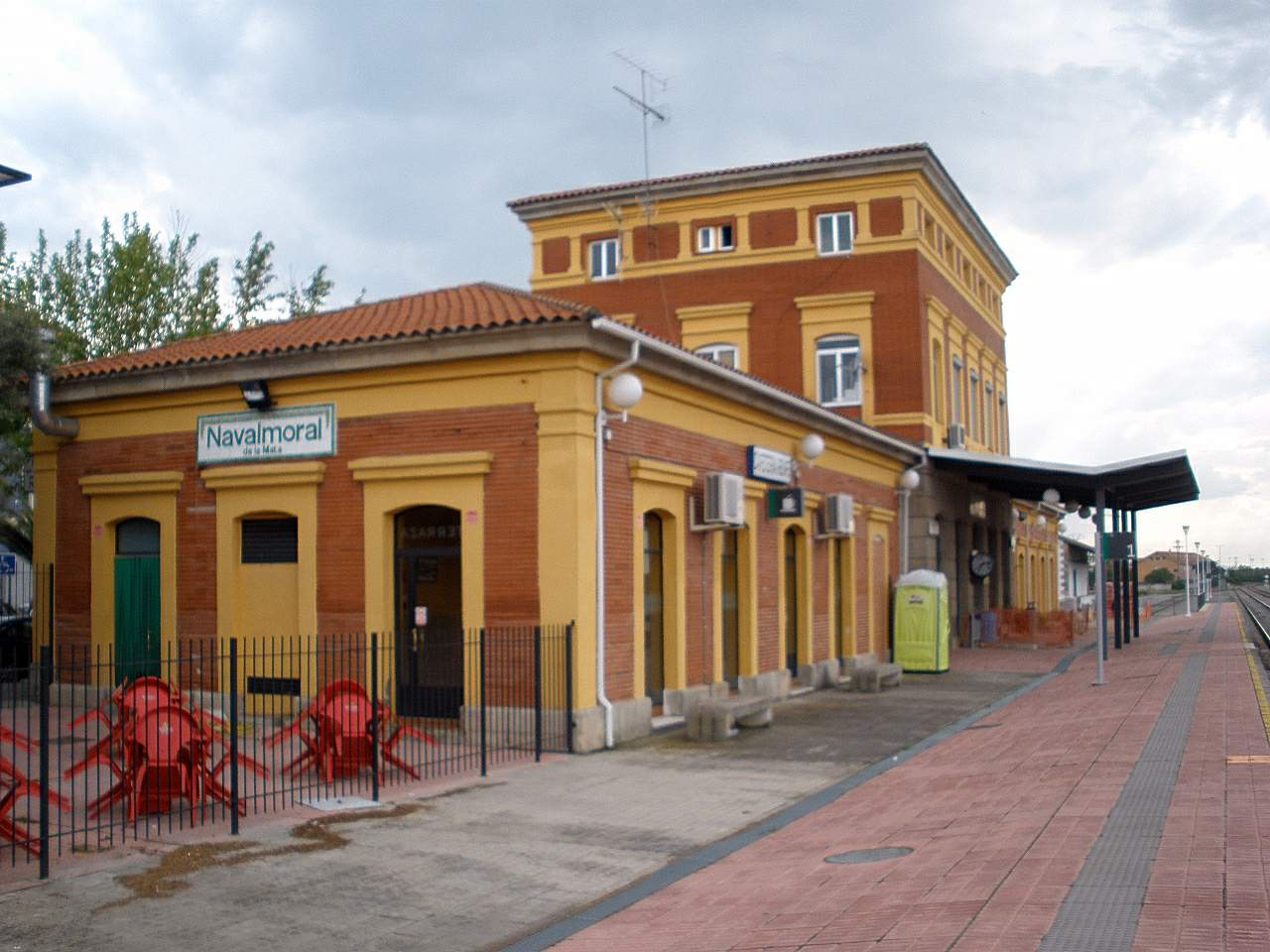
Bahnhof von Navalmoral de la Mata

Der Bahnhof von Navalmoral de la Mata liegt an der Strecke Madrid–Valencia de Alcántara. Die Stadt soll Anschluss an die Schnellfahrstrecke Lissabon–Madrid erhalten, was die Reisezeit nach Madrid von über zwei Stunden auf etwa 80 Minuten verkürzen würde.

## Sehenswürdigkeiten

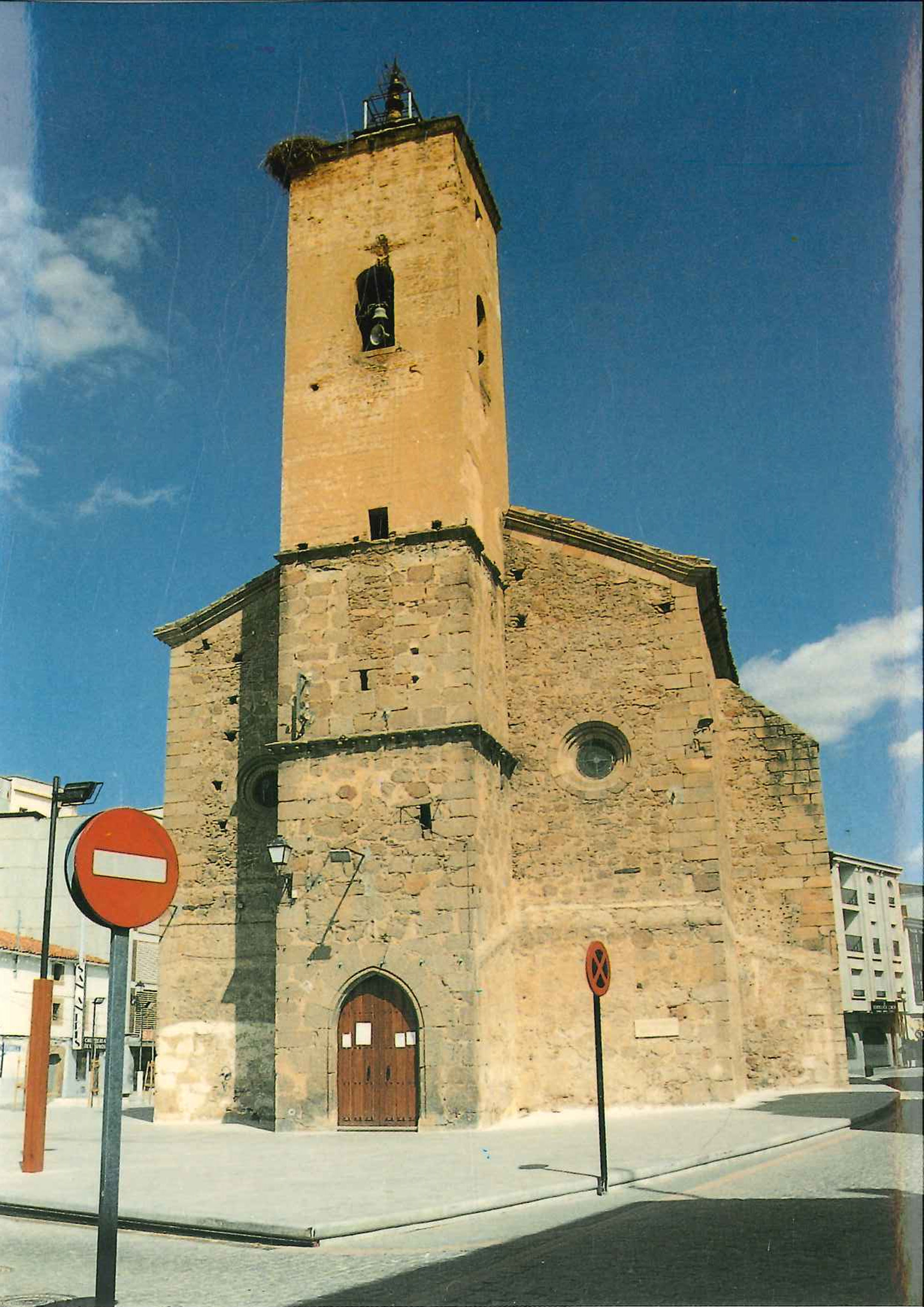
Iglesia de San Andrés

- Die im 15./16. Jahrhundert errichtete einschiffige Iglesia de San Andrés ist das bekannteste Bauwerk der Stadt. Die Kirche ist in einem einfachen gotischen Stil gehalten. Im Innern finden sich ein Altarretabel (retablo) aus der Spätrenaissance und die spätbarocke Orgel.[6]
- Die Gerichtssäule (rollo oder picota) stammt aus dem Jahr 1637.
- Die Casa Comillas, ein äußerlich eher unscheinbarer Adelspalast, entstand im 18. Jahrhundert.
- Das Rathaus (ayuntamiento) wurde Ende des 19. Jahrhunderts errichtet.
- Das Instituto Nacional Antipalúdico diente seit 1925 der Malariaforschung und -bekämpfung.
- Das Teatro del Mercado wurde im Jahr 1954 eingeweiht.[7]

## Söhne und Töchter der Stadt
- Florentino López (* 1934), Fußballspieler
- Óliver Torres (* 1994), Fußballspieler